# William H. Crawford
William Harris Crawford (24 de fevereiro de 1772 — 15 de setembro de 1834) foi um importante político e juiz estadunidense. Crawford foi Secretário da Guerra dos Estados Unidos (1815 a 1816), Secretário do Tesouro dos Estados Unidos (1816 a 1825), diplomata na França (1813 a 1815) e candidato à presidência dos Estados Unidos pelo Partido Republicano na eleição de 1824.